# 12411 Tannokayo
12411 Tannokayo este un asteroid din centura principală de asteroizi.

## Descriere
12411 Tannokayo este un asteroid din centura principală de asteroizi. A fost descoperit pe 20 septembrie 1995 la Kitami de Kin Endate și Kazuro Watanabe. Asteroidul prezintă o orbită caracterizată de o semiaxă mare de 2,33 ua, o excentricitate de 0,08 și o înclinație de 5,7° în raport cu ecliptica.